# Ploské (Banská Bystrica)
Ploské (in ungherese Poloszkó) è un comune della Slovacchia facente parte del distretto di Revúca, nella regione di Banská Bystrica.